# Ramón Cabrera (político peruano)
Ramón Cabrera fue un político peruano. 
Fue elegido senador suplente por el departamento del Cusco en 1911 durante el mandato del presidente Augusto B. Leguía en la República Aristocrática.
En 1916 formó parte de la Junta de Vigilancia del río Huatanay que se ocupó de administrar los fondos para la canalización de los ríos Tullumayo y Saphy.